# Кужугет, Антон Уержааевич
Антон Уержааевич Кужугет  (или Антон Уержаа) (2 декабря 1957 — 20 августа 1996) — поэт, переводчик.

## Биография
Родился 2 декабря 1957 года в селе Хонделен Барун-Хемчикского района Тувинской автономной области. Окончил филологический факультет Кызылского государственного педагогического института (1983). Работал ответственным секретарем в редакции газеты «Тыванын аныяктары», инструктором обкома комсомола республики, главным редактором Тувинского книжного издательства.
Первая его книга «Узоры» (1983) имела большой успех. Антон Уержааевич — прирожденный лирик. Перевел стихи С.Есенина, Д. Кугультинова, рассказы украинских писателей Р. Иванычук, Е. Гуцало, И. Чендея. Его стихи переведены на русский и украинский языки. Его именем названа библиотека в г. Ак-Довурак. Лауреат премии комсомола Тувы, Член Союза журналистов, Союза писателей России (1991).
Умер в 1996 году.

## Награды и звания
- Лауреат премии комсомола Тувы

## Основные публикации
- «Песня переката» (1989) стихи
- «Зеленый конь» (1992) стихи, поэмы
- «Люблю» (1997) стихи, поэмы
- «Узоры» (1984) стихи